# Roman Šuhevič
Roman Šuhevič (ukr. Роман Шухевич), poznat i pod pseudonimom Taras Čuprinka (Krakovec, 30. lipnja 1907. – Ljviv, 5. ožujka 1950.), ukrajinski je političar i vojni dužnosnik, zapovjednik Ukrajinske ustaničke armije u Drugom svjetskom ratu. Šuhevič se smatra jednim od većih kontroverznih boraca za ukrajinsku neovisnost. Bivši predsjednik Ukrajine Viktor Juščenko dodijelio mu je 2010. godine najvišu počasnu državnu titulu Heroj Ukrajine.

## Biografija
Roman Šuhevič potječe iz tradicionalne ukrajinske obitelji koja se kroz svoju povijest javno zalagala za oslobođenje ukrajinskog teritorija od poljske i ruske okupacije. Godine 1934. Roman je završio studij građevinarstva u sklopu Ljvivskog politehničkog instituta u gradu Ljvivu. Uz svoj studij, bavio se profesionalno atletskim sportom i glazbom za što je ostvario niz uglednih nagrada. 

## Vanjske poveznice
- Enciklopedija Ukrajine: Biografija Romana Šuheviča (eng.)
- Ukrajinski mediji o Romanu Šuheviču (eng.)